# Aleksandr Konowałow
Aleksandr Władimirowicz Konowałow (ros. Алекса́ндр Влади́мирович Конова́лов, ur. 9 czerwca 1968 w Leningradzie) – rosyjski minister sprawiedliwości w latach 2008–2020.